# Eduardo Ximenes
Eduardo Ximenes (Palermo, 7 aprile 1852 – Roma, 20 maggio 1932) è stato un illustratore e scrittore italiano, fondatore dell'Illustrazione Italiana e per vent'anni direttore artistico della rivista.

## Biografia
Figlio di Antonio e di Giulia Tolentino e fratello di Ettore, nasce da una nobile famiglia siciliana di origini spagnole. Ereditata dal padre la passione per l'arte, Eduardo, come i suoi fratelli Eliodoro, Empedocle, Enrico Emilio e altri, intraprese da subito la carriera artistica, come illustratore dell'Illustrazione Italiana, di cui fu anche cofondatore. Illustrò inoltre alcuni importanti opere come il romanzo Eva di Giovanni Verga.

È autore della scultura in bronzo della edicola Treves nel Riparto Israeliti del Cimitero Monumentale di Milano rappresentante scene della casa editrice Treves insieme all'architetto Augusto Guidini.

Fu più volte in Africa come inviato de L'Illustrazione Italiana e pubblicò servizi sulle colonie italiane in Eritrea e Libia. Sul campo di Adua, diario del suo soggiorno tra Eritrea ed Etiopia nel marzo-giugno 1896, è considerato uno dei primi reportage giornalistici di guerra.